# Marquisovo činidlo
Marquisovo činidlo je činidlo používané k identifikaci alkaloidů i dalších sloučenin. Je tvořeno směsí formaldehydu a koncentrované kyseliny sírové, které se před testem přidávají ke zkoumanému vzorku. Různé sloučeniny poskytují různé barevné reakce. Ke zpomalení reakčního procesu a snazšímu rozpoznání barevné změny lze použít přídavek methanolu.
Toto činidlo bylo objeveno roku 1896 ruským (estonským) farmakologem Eduardem Marquisem (1871–1944) a popsáno v jeho magisterské práci, následně po něm pojmenováno a poprvé vyzkoušeno na Tartuské univerzitě.
Používá se k testům na přítomnost extáze, opioidů (například kodeinu a heroinu) a fenethylaminů (2C-B, meskalin).
Test se provádí seškrábáním malého množství zkoumané látky a přidáním kapky činidla (které je původně čiré a bezbarvé). Výsledky se získávají na základě barevné změny vzniklé směsi a času, který byl potřeba, aby změna barvy byla patrná.